# Antillocorini

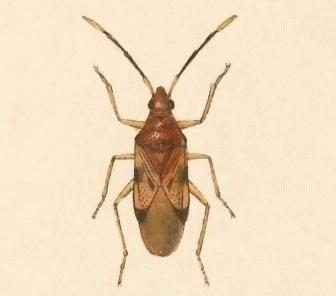
Rycina Scythinus splendens

Antillocorini – plemię pluskwiaków z podrzędu różnoskrzydłych i rodziny brudźcowatych.
Pluskwiaki te osiągają drobne rozmiary. Ubarwienie mają niepozorne. Głowa ich ma dobrze rozwinięte bukule, połączone żeberkiem w wyraźnym oddaleniu od czteroczłonowej kłujki. Przedplecze pozbawione jest trichobotrii przednio-bocznych. Z wyjątkiem gatunków neotropikalnych półpokrywy mają na wierzchołkowej krawędzi przykrywki głębokie wcięcie. Odwłok wyposażony jest w wewnętrzne laterotergity, boczne ewaporatoria (powierzchnie na których odparowuje wydzielina gruczołów zapachowych) i ma wszystkie przetchlinki położone na sternitach. Z wyjątkiem gatunków neotropikalnych trichobotria na wszystkich segmentach odwłoka ustawione są w rzędach. U larw ujścia gruczołów zapachowych znajdują się między tergitami trzecim i czwartym, czwartym i piątym oraz piątym i szóstym.
Plemię rozprzestrzenione jest kosmopolitycznie, ale większość przedstawicieli ograniczonych jest do strefy tropikalnej i subtropikalnej. Nieliczne gatunki występują w strefie klimatu umiarkowanego półkuli północnej. W Polsce występuje tylko Tropistethus holosericus. Największą różnorodność plemię to osiąga w krainie neotropikalnej. Dość licznie reprezentowane jest także w Oceanii. Z kolei w Australii stwierdzono tylko 5 gatunków, w tym 4 endemiczne.
Takson ten wprowadzony został w 1964 roku przez Petera D. Ashlocka. Należy do niego 116 opisanych gatunków, zgrupowanych w rodzajach:

- Acolhua Distant, 1893
- Antillocoris Kirkaldy, 1904
- Antillodema Slater, 1980
- Arimacoris Baranowski & Slater, 1987
- Baeocoris Slater, 1983
- Bathydema Uhler, 1893
- Bocundostethus Scudder, 1962
- Botocudo Kirkaldy, 1904
- Branstettocoris Brailovsky, 2010
- Caeneusia Strand, 1928
- Caymanis Baranowski & Brambila, 2001
- Cligenes Distant, 1893
- Gemmocoris Baranowski & Slater, 1987
- Germacoris
- Homoscelis Horvath, 1884
- Iodinus Lindberg, 1927
- Kinundastethus Scudder, 1962
- Lethaeaster Breddin, 1905
- Lethaeastroides Malipatil & Woodward, 1989
- Microcoris Bergroth, 1908
- Microlugenocoris Scudder, 1962
- Neopoliocoris Zhang & Chen, 2015
- Nympholethaeus Woodward, 1959
- Paradema Slater, 1980
- Paurocoris Slater, 1980
- Polycligenes Scudder, 1962
- Pulmomerus Cervantes & Brailovsky, 2012
- Schuhocoris Slater, 1985
- Scythinus Distant, 1893
- Siniasinensis Scudder, 1968
- Terenocoris Slater, 1980
- Tomocoris Woodward, 1953
- Tomocoroides Woodward, 1963
- Trachinocoris Slater, 1980
- Tropistethus Fieber, 1861
- Valeris Brambila, 2000